# Wolfgang Röken
Wolfgang Ernst Röken (né le 26 juin 1943 à Könnern) est un homme politique allemand (SPD). De 1995 à 2010, il est membre du Landtag de Rhénanie-du-Nord-Westphalie.

## Biographie
Après avoir obtenu son diplôme d'études secondaires, Röken étudie à l'école supérieure de pédagogie de la Ruhr (de) à Essen. En 1966, il réussit l'examen d'État pour l'enseignement dans les écoles élémentaires et est ensuite employé comme enseignant à la Johannesschule de Gladbeck de 1967 à 1968. Puis il est professeur à l'école secondaire Gladbeck Centre-Est jusqu'en 1973, puis directeur adjoint jusqu'en 1978. De 1978 à 1993, puis de 1994 à 1995, il est directeur de l'école Willy Brandt (anciennement Lycée Zweckel) à Gladbeck. De juillet à décembre 1993, il est directeur général de VRR GmbH.

## Politique
Röken est membre du SPD depuis 1970 et est président du sous-district du SPD Bottrop de 1974 à 1975. De 1975 à 2000, il est président de l'association municipale SPD à Gladbeck. Il est membre du conseil municipal de Gladbeck depuis 1976 et est maire de la ville de 1976 à 1994. De 1976 à 1993, il est membre de l'Assemblée du de l'arrondissement de Recklinghausen et pendant cette période également membre de l'Association KVR. De 1979 à 1993, il est chef de groupe parlementaire du SPD au sein de l'assemblée d'association de l'association VRR. De 1990 à 1994, il est membre du conseil d'administration du conseil municipal de Rhénanie-du-Nord-Westphalie. De 1995 à 2010, il est membre du parlement de l'état de Rhénanie-du-Nord-Westphalie, membre à part entière du comité des sports et président du comité de la construction et des transports. Avec Mme Gisela Nacken, il est président de la commission des transports du futur de Rhénanie-du-Nord-Westphalie depuis 2012.

## Honneurs
- 12 mars 1983 plaque de la ville de Marcq-en-Barœul (France) en or
- Décoration d'honneur en or de la ville de Schwechat (Autriche)
- 22 avril 1993 Croix du mérite sur ruban de l'Ordre du mérite de la République fédérale d'Allemagne
- 5 décembre 1996 Plaque de la ville de Gladbeck en or
- 27 avril 2000 plaque d'honneur de la ville de Wodzislaw (Pologne)
- 24 mai 2003 Citoyen d'honneur de la ville d'Alanya (Turquie)
- 12 novembre 2004 Croix fédérale du mérite 1re classe de la République fédérale d'Allemagne
- 23 mars 2010 Président d'honneur du groupe parlementaire Rhénanie-du-Nord-Westphalie - Turquie
- 3 avril 2014 Titre honorifique «Ancien maire» de la ville de Gladbeck